# Aristidis Moraitinis
Aristidis Moraitinis (en griego: Αριστειδης Μοραïτινης) era un hombre político griego nacido en 1806 en Esmirna. Fue dos veces brevemente primer ministro de Grecia. Murió en 1875.
- Datos: Q167451